# جيمس دبليو. غريفين
جيمس دبليو. غريفين (بالإنجليزية: James W. Griffin)‏ هو سياسي أمريكي، ولد في 13 فبراير 1935 في داو سيتي في الولايات المتحدة. حزبياً، نشط في الحزب الجمهوري. وقد انتخب عضو مجلس ولاية آيوا.